# Joachim Negelein

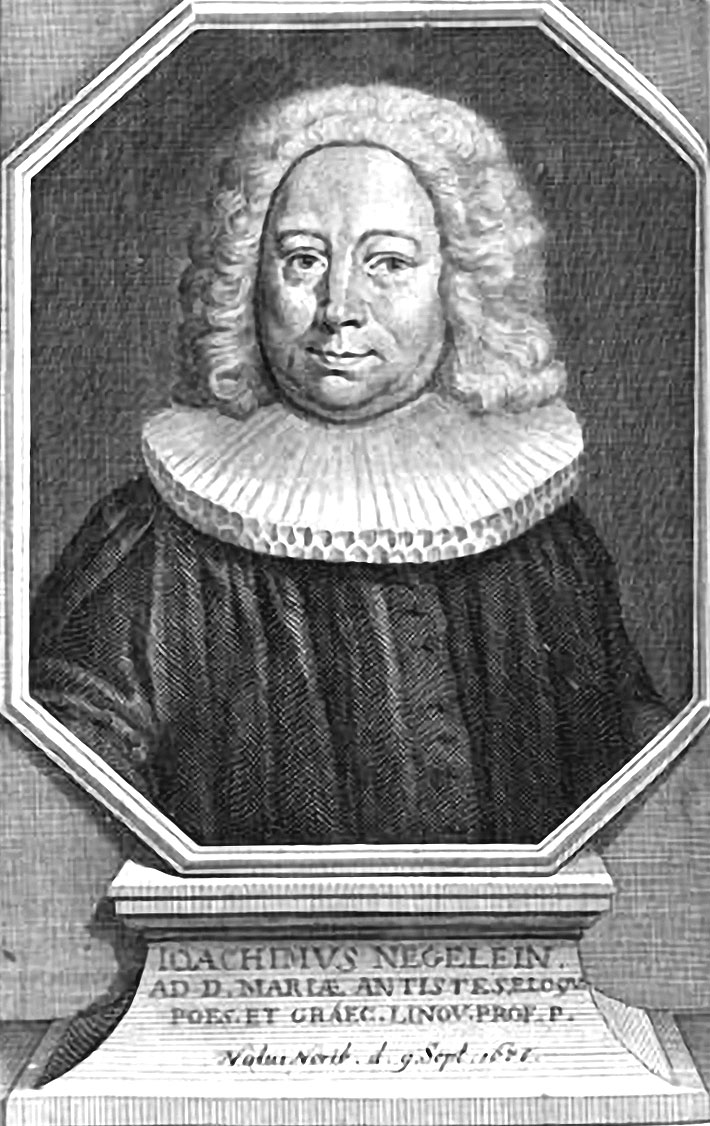
Joachim Neglein

Joachim Negelein (auch: Florando; * 9. September 1675 in Nürnberg; † 24. Juni 1749 ebenda) war ein deutscher lutherischer Theologe.

## Leben
Joachim Negelein wurde am 9. September 1675 zu Nürnberg geboren. Schon früh zeichnete er sich als wissbegierig aus. An der St.-Selbaldschule zu Nürnberg und durch einen Privatlehrer erhielt er seine ersten Unterweisungen. Dabei erhielt er bereits eine so gründliche wissenschaftliche Ausbildung, dass er bereits 14-jährig Hauslehrer bei dem Assessor Hieronymus Felix Welser in der Nähe von Altdorf werden konnte. Von dieser Hauslehrerstelle aus begab er sich täglich an die Universität Altdorf, um Vorlesungen zu hören, obgleich er nicht genug Geld besaß, die Universität zu beziehen. Daher kehrte er wieder nach Nürnberg zurück, wo er Sekretär des dortigen Scholarchen und Patrizier Johann Christoph Tucher von Simmelsdorf (* 1654) wurde. Er durfte nicht nur des Gelehrten umfangreiche Bibliothek benutzen, von Simmelsdorf sorgte auch dafür, dass Negelein gelehrte Vorlesungen besuchen konnte. Zugleich wurde er privat durch den Esoteriker Johann Kelpius unterrichtet.
Derart vorgebildet, konnte Negelein 1693 die Universität Altdorf beziehen und Vorlesungen besuchen. Hauptsächlich studierte er Theologie, beschäftigte sich aber auch mit älteren Sprachen. Daneben befasste er sich mit neueren Sprachen, vor allem dem Französischen, Englischen und Italienischen. Besonders beherrschte er das Lateinische, das er durch Disputationsübungen erlernte. 1694 verteidigte er seine Dissertation De psychologia platonica, die jedoch genauso ungedruckt blieb wie seine Inauguraldissertation von 1697, De majestate motui analoga, für die er zum Magister promoviert wurde. Danach wollte Negelein die Universität verlassen, konnte aber seine Studien fortsetzen, da er Hauslehrer der angesehenen Familie Löffelholz von Kolberg wurde. Um seine Ausbildung zu vervollständigen, besuchte er weiterhin Vorlesungen, hielt aber auch eigene und übte sich weiter im Disputieren.
Im Mai 1700 reiste Negelein mit seinem Privatschüler nach England und in die Niederlande. Dort freundete er sich mit einigen Gelehrten an, einen Prediger durfte er mehrere Male vertreten. Zweimal bereiste er mit seinem Zögling Utrecht, wo er die morgenländischen Sprachen erlernte. Johann Georg Graevius empfahl ihn den Jesuiten Daniel Papebroch und Janning in Antwerpen. Über Dordrecht reiste Negelein dorthin und wurde von den Jesuiten freundlich empfangen; an der Bibliothek der Jesuitenschule setzte er seine Studien fort. Danach reiste er zu Wasser nach Brüssel, von dort nach Mechelen und schließlich nach Löwen. Über unter anderem Herzogenbusch und Breda reiste er zurück nach Utrecht, wo er in der evangelischen Gemeinde Predigten abhielt, die mit Beifall bedacht wurden. Anschließend reiste er über Leiden und Rotterdam nach Gouda, von dort nach Brielle und weiter nach England. Sieben Wochen lang hielt er sich in London auf, mit dem er sich eingehend befasste. Auch dort machte er die Bekanntschaft einiger Gelehrter. Anschließend ging er nach Greenwich, besuchte das dortige Observatorium und reiste weiter über Richmond, Chelfen und Windsor nach Oxford, wo er die Bodleian Library besuchte. Nach einem Aufenthalt in Cambridge kehrte er zurück nach London.
Zurück in Nürnberg erhielt er 1701 die Stelle des Katecheten am Waisenhaus. Im Folgejahr wurde er Mittagsprediger der Dominikaner, ein weiteres Jahr später Diakon der Heiliggeistkirche. Ab 1709 war er Diakon zu St. Lorenz. 1713 nahm ihn der Pegnesische Blumenorden unter dem Namen Florando auf. Nachdem er 1720 Antistes der Marienkirche geworden war, berief man ihn 1724 als Professor für Rhetorik, Poesie und die griechische Sprache an das Aegidianum. 1725 hielt er dort seine Antrittsvorlesung de Ulysse litterario. Anlässlich des Jubiläums der Augsburgischen Konfession konnte er 1730 wieder im Augustinerkloster predigen. 1732 wurde er Präsident des Pegnesischen Blumenordens. Im gleichen Jahr ernannte ihn die St. Lorenzkirche zu ihrem Prediger, später wurde Negelein auch Inspektor der Nürnbergischen Predigerkandidaten. Als solcher starb er am 24. Juni 1749 an einem Ischämischen Schlaganfall.

## Wirken
Negelein vereinigte Religiosität mit Berufstreue und besaß gründliche Kenntnisse in der gesamten Theologie. Besonders kannte er sich in der Theologie mit den älteren Sprachen aus, beschäftigte sich aber auch intensiv mit Literatur. Der elfbändige Thesaurus numismatum hodiernoum, den Negelein 1700 bis 1710 veröffentlichte, zeugt von seiner herausragenden Kenntnis der Numismatik und seinem akribischen Fleiß. Seine Predigten und asketischen Schriften sind teils moralischen Inhalts.
Negelein veröffentlichte Teile seiner Predigten in Sammlungen; ferner dichtete er geistliche Lieder und lateinische Gelegenheitsgedichte. Auch übersetzte er.

## Werke
- Thesaurus numismatum hodiernorum (Nürnberg 1700 bis 1710; elf Teile)
- Die Gebetsmacht der Christen, in einer Predigt über Jac. 5, 16 (Nürnberg 1711)
- Norimberga exultans, oder lateinisches Glückwunschungs-Carmen auf den Einzug Kaiser Karls VI. in Nürnberg (Nürnberg 1712/1713)
- Gebet- Schrift- und Denksprüche, die Jahreszahl 1714 in sich haltend (Nürnberg 1714/1715)
- Bibliothecae Fennizerianae sacra saecularia carmine elegiaco celebrata (Nürnberg 1716/1717)
- Tractat von der Kindertaufe; aus dem Englischen in's Deutsche übersetzt (Nürnberg 1716)
- Astorgia meretricia (Nürnberg 1716)
- Davidisch-evangelisches Dank- und Jubelopfer bei dem zweiten evangelischen Reformationsjubelfeste (Nürnberg 1717/1718)
- Fata et vota ecclesiae evangelicae, cum psalmo jubilaeo (Nürnberg 1717/1718)
- P. Jobert Science des medailles, d. i. Einleitung zur Münzwissenschaft; aus dem Französischen (Nürnberg 1718)
- Abtrittspredigt von dem Diakonate bei St. Lorenzen und Anzugspredigt in der Kirche zu Unsrer Lieben Frauen bei dem Antritt der Predigerstelle (Nürnberg 1720)
- Leichenpredigt auf Herrn H. J. Haller von Hallerstein usw. (Nürnberg 1721/1722)
- Verzeichniß der biblischen Sprüche, nach deren Anleitung der so hochwichtige Artikel vom Glauben in 125 Predigten der Gemeine zu St. Lorenz und bei den Dominikanern erkläret worden (Nürnberg 1722)
- Sammlung der Collekten in dem Nürnbergischen Agend-Büchlein mit einer Vorrede (Nürnberg 1724)
- Kern aller Gebete in der Litaney bei Erklärung der Sonn- und Festtags-Evangelien, zur Wiederhohlung (Nürnberg 1724)
- Evangelische Denkzettel zu den Sonn- und Festtagspredigten, in Reimen (Nürnberg 1725)
- Progr. in stilo lapid. praemissum orationi inaug. de Ulysse literario (Nürnberg 1725/1726)
- Ulysses literarius, s. oratio de singularibus et novis quibusdam ex orbe literato etc. Additur C. Dornavii Ulysses scholasticus, cum C. Hofmanni orat. de barbarie imminente (Nürnberg 1726)
- Die Besserung des Herzens aus Gottes Wort u. s. w. und die Bekümmerniß um den Schaden Josephs, als der Inhalt der hohen Sonn- und Festtäglichen Jahrgänge über die Evangelien (Nürnberg 1728)
- Progr. ad orat. S. F. Poemeri, Patricii Nor. de insignioribus quibusdam sacrorum juribus, quibus Senatus Nor. jam aute tempora religionis divinitus instauratae recte sapienterque usus est (Nürnberg 1729/1730)
- Augsburgischer Confessions-Jubel-Katechismus, in 200 Fragen (Nürnberg 1729)
- Progr. orationi saeculari solenni, in Acroaterio Augustiniano habendae, praemissum cum oratione ipsa, de Norimbergae veritatis teste et custode, et Odis saecularibus (Nürnberg 1730/1731)
- J. C. Sturmii mathesis juvenilis pars. I, darinnen die Arithmetik und Geometrie begriffen; in's Deutsche übersetzt u. s. w. (Nürnberg 1730)
- Kern und Mark der Apostelgeschichte, aus 384 Predigten gezogen (Nürnberg 1731)
- Die Klugheit der Gerechten, nach dem Evangelio und der Augsburgischen Confession (Nürnberg 1732)
- Abzugspredigt in der Marienkirche und Antrittspredigt bei St. Lorenzen (Nürnberg 1732)
- Salzburgische Emigrantenpredigt (Nürnberg 1733)
- Die nach Abrahams Vorbilde eingerichtete gottgefällige Hauskirchen- und Kinderzucht, aus den Sonn- und Festtagsevangelien (Nürnberg 1735)
- Des historischen Bildersaals 9ter Theil (Nürnberg 1735)
- Die Lehre von Gott, zu 127 Predigten (Nürnberg 1736)
- Die Lehre vom öffentlichen Predigtamte, zu 135 Predigten, nebst einer kurzen Nachricht von dem Nürnbergischen Seminario der Candidaten (Nürnberg 1738)
- Leichenpredigt auf den Herren Geh. Rath. G. B. Löffelholz von Kolberg (Nürnberg 1738/1739)
- Programm zur Krausischen Stiftungs-Jubelrede (Nürnberg 1739/1740)
- Progr. ad orat. M. Jo. Carol. Lochneri in honorem b. D. Gust. Geo. Zeltneri habitam (Nürnberg 1740/1741)
- Die Lehre vom menschlichen Gewissen, zu 138 Predigten (Nürnberg 1741)